# Rádio Maria Brasil
Rádio Maria é uma emissora de radiodifusão brasileira que integra a Família Mundial da Rádio Maria e que emite uma programação totalmente especializada em conteúdos religiosos católicos.
Está concessionada em Nova Veneza e sediada em Goiânia, respectivamente cidade e capital do estado de Goiás. A sua torre de transmissão fica localizada na Fazenda Barreiro, zona rural de Nova Veneza, e opera na frequência de 99,9 MHz.

## História

### Voz FM (2013–2017)
Em 2013, a emissora foi arrendada pela Igreja Assembleia de Deus Ministério Esperança, passando a se chamar Voz FM.
Em 2016, devido a um desacordo ocorrido entre membros da Igreja Assembleia de Deus Ministério Esperança e os proprietários da 92.1 FM, foi anunciado que a Voz FM deixaria a frequência em 5 março de 2016.
Ainda em março de 2016, após 20 dias fora do ar, a Voz FM voltou a operar na frequência 92,1 FM. Em 9 de fevereiro de 2017, a Voz FM encerrou em definitivo as suas atividades.

### 92.1 FM (2017–2019)
Depois do fim das transmissões da Voz FM na frequência, a emissora foi vendida para a Fundação Padre Pelágio - de propriedade do Padre Robson de Oliveira - e passou a se identificar como 92.1 FM. Durante mais de 2 anos, a emissora levou ao ar uma programação automática, apenas com músicas e identificações.

### NovaBrasil FM Goiânia (2019–2020)
A primeira passagem da NovaBrasil na capital goiana ocorreu em 2018, quando a rede assumiu a frequência 102,9 FM. Na época, a emissora era administrada pelo Grupo Vega, que também controlava a Alpha FM Goiânia. Porém, no dia 6 de março de 2019, a emissora deixou de transmitir a rede e passou a veicular uma programação de expectativa, até ser anunciada a criação da 89 FM A Rádio Rock Goiânia.
Em maio de 2019, foi confirmada que a rede voltaria à capital goiana na frequência 92,1 MHz. A operação ficaria a cargo do Grupo RCI, empresa que controlava à ocasião a Positiva FM e a afiliada da Mix FM em 95,7 MHz.
No dia 29 de maio, a emissora entrou no ar como Nova Veneza FM, e passou a veicular chamadas de expectativa, seguindo o mesmo modelo da rede.
No dia 12 de junho, a NovaBrasil entrou no ar a partir das 18 h durante a transmissão do programa Radar, passando a transmitir a programação da rede.

### Antena 1 Goiânia (2020-2022)
Em 1 de outubro de 2020, a emissora deixou de retransmitir a NovaBrasil FM e passou a fazer expectativa para o retorno da Antena 1, que já teve passagem por Goiânia entre 1997 e 2008 pelos 105,3 MHz (com a Rede Aleluia). A estreia estava marcada para o dia 1 de outubro, mas só se concretizou no dia 5 de outubro.
Durante a afiliação à rede adulto-contemporânea, a 92.1 enfrentou problemas técnicos (como intervalos mudos sem anunciantes) e momentos fora do ar. Em 27 de dezembro de 2021, a frequência deixou de retransmitir a Antena 1 e pôs em seu lugar uma programação com músicas de formato MPB (Música Popular Brasileira).
Em 17 de janeiro de 2022, a emissora mudou de frequência, saindo da 92,1 FM e indo para 99,9 FM. A mudança de frequência ocorreu devido à realocação do dial para abrigar as emissoras contempladas pela migração do AM para o FM em Goiânia. Em 25 de janeiro de 2022, após um mês da interrupção da parceria, o canal voltou a repetir a Antena 1.
Porém, no dia 15 de julho, o sinal da Antena 1 é retirado novamente do ar, sendo substituído por músicas do gênero adulto-contemporâneo.

### Rádio Maria Brasil (2022 - Atual)
Na última semana de julho de 2022, o Grupo RCI vendeu as operações da 99.9 FM para a Associação Rádio Maria do Brasil. No dia 27, a emissora começou a transmitir o sinal da Rádio Maria, que antes operava via web desde meados de 2010. A Rádio Maria é uma emissora católica fundada originalmente na Itália, com o objetivo de propagar a voz da Igreja Católica e as mensagens da Santíssima Virgem Maria a todos os continentes do mundo. No Brasil, a emissora é sediada em Goiânia, área de abrangência da 99.9 FM. A estreia no rádio aconteceu no 1.º dia de agosto, com a presença de Vittorio Vicardi - presidente da Família Mundial da Rádio Maria - e do arcebispo de Goiânia, Dom João Justino.